# Розповідь про те, як цар Петро арапа женив
«Розповідь про те, як цар Петро арапа женив» (рос. «Сказ про то, как царь Пётр арапа женил») — радянський художній фільм-мелодрама, поставлений на кіностудії «Мосфільм» в 1976 році режисером Олександром Міттою за мотивами незакінченого твору О. С. Пушкіна «Арап Петра Великого». Прем'єра фільму відбулася 6 грудня 1976 року.

## Сюжет
Одного разу Петру I був подарований маленький арап — «син чорношкірого царя». Однак при дворі він жив не рабом, а вихованцем: цар став його хрещеним, давши ім'я — Ібрагім Петрович Ганнібал.
Тямущий хлопчина, швидко вивчивши науки на своїй новій батьківщині, був відправлений у Францію для отримання більш глибоких знань і вишуканих манер. Там, прославившись не тільки як учений, що подає надії, та ще з «варварської Росії», але і як воїн, поранений в бою з іспанцями та нагороджений герцогом Орлеанським за героїзм, він став відомою при дворі людиною і викликав інтерес у дам. В результаті коханка Ганнібала, одружена жінка, народила чорну дитину, мали місце скандал, дуель з обдуреним чоловіком і його вбивство, висилка до Росії.
Повернувшись з Парижа, на одному з балів арап закохався в дочку боярина Гаврила Ртищева — Наталію, яка побоювалася цю чорну людину. Петро вирішив одружити свого хрещеника з Наташею, бажаючи при цьому прив'язати духовно Ібрагіма до російської землі. Арап, знаючи про відразу Наталії до себе, відмовлявся одружуватися з нею. Непокора волі царя змінила ставлення Петра до Арапа, тому цар заборонив Ібрагіму показуватися йому на очі.
Згодом Наталія зрозуміла, що любить цю дивну, але чудову людину, і сама прийшла до нього після того, як Ібрагім з благородства намагався влаштувати її весілля зі своїм суперником Михайлом Говоровим (що користувався, на думку Ганнібала, прихильністю Наталії).
Вони попросили вибачення у царя, проте навіть в цей момент Ібрагім намагався довести Петру правильність своїх переконань, але той перервав його словами: «Мовчи, мовчи, а то знову посваримося».

## У ролях
- Володимир Висоцький —  Ібрагім Ганнібал
- Олексій Петренко —  цар Петро
- Іван Рижов —  Гаврило Опанасович Ртищев
- Ірина Мазуркевич —  Наташа Ртищева
- Михайло Кокшенов —  Сергунька Ртищев
- Євген Мітта —  Іванко Ртищев
- Семен Морозов —  Мішка Говоров
- Валерій Золотухін —  Філька
- Михайло Глузський —  блазень Балакірєв
- Олег Табаков —  П. І. Ягужинський
- Олександр Барушной —  дипломат
- Володимир Кашпур —  кораблебудівник Іоста
- Василь Корнуков —  господар гарматної справи
- Юрій Комаров —  граф де Кавеньяк
- Валентина Клягіна — сінна дівка в будинку Ртищевих
- Володимир Меньшов —  О. Д. Меншиков
- Юрій Мартинов —  офіцер
- Яків Клебанов —  Петро Шафіров
- Анатолій Обухов —  Никишка Маслаков
- Ірина Печерникова —  графиня Луїза де Кавеньяк
- Олександр Пятков —  Іван
- Клара Румянова —  дружина Гаврила Ртищева
- Олена Рубцова —  бабуся Наташі
- Микола Сергєєв —  Афанасій Ртищев
- Андрій Файт —  абат
- Станіслав Чекан —  маршал
- Людмила Чурсіна —  імператриця Катерина I
- Леонід Чубаров —  придворний
- Наталія Вавілова —  дама на балу
- Андрій Гусєв —  юнак на балу
- Людмила Давидова —  придворна дама
- Тетяна Колчанова —  прислуга графині де Кавеньяк, француженка
- Олександр Пашутін —  художник
- Олександр Граве — голос за кадром

## Знімальна група
- Автори  сценарію — Юлій Дунський, Валерій Фрід, Олександр Мітта
- Режисер-постановник — Олександр Мітта
- Оператор-постановник — Валерій Шувалов
- Художник-постановник — Ігор Лемешев, Георгій Кошелєв
- Композитор — Альфред Шнітке
- Звукооператорка — Любов Трахтенбег